# Türkische Streitkräfte auf Zypern
Die Türkische Streitkräfte auf Zypern, Eigenbezeichnung Türkische Friedenstruppe auf Zypern (türkisch Kıbrıs Türk Barış Kuvvetleri Komutanlığı), ist eine der neun Korps der türkischen Ägäis-Armee, stationiert in der Türkischen Republik Nordzypern. Die Truppe umfasst ca. 36.000 Soldaten und hat ihr Hauptquartier in Girne.
Die Streitkräfte der Türkischen Republik Nordzypern unterstehen den Türkischen Streitkräften.
Bereits vor dem türkischen Einmarsch 1974 verfügte die türkische Armee über eine Brigade auf der Insel.
Der Truppe untersteht die 28. MechInfanteriedivision (Paşaköy), die 39. MechInfanteriedivision (Çamlıbel), die 14. Panzerbrigade, eine Artilleriebrigade, ein Spezialeinsatzregiment, Heeresflieger und kleinere Verbände der türkischen Marine.
Der Verband verfügt unter anderem über 449 M48-Kampfpanzer, 361 AAPC-Mannschaftstransportpanzer, 266 M-113-Mannschaftstransportpanzer, drei UH-1H Iroquois und einen AS 532UL Cougar.